# Austin Collie
Austin Kirk Collie (11 de novembro de 1985, Hamilton, Ontário, Canadá) é um ex jogador de futebol americano que atuava na posição de wide receiver na National Football League. Collie estudou na Oak Ridge High School em El Dorado Hills no estado americano da Califórnia onde se destacou como WR conseguindo excelentes números e vários prêmios.
Jogou um ano pelo BC Lions da Canadian Football League.

## Carreira universitária
Austin Collie jogou futebol americano pela Brigham Young University. Em 2004, Collie foi nomeado calouro do ano pela universidade e quebrou vários recordes pela BYU. Em 2007 ele foi nomeado MVP do Las Vegas Bowl e foi selecionado all 1st team receiver pela MWC em 2008.
Collie quebrou vários recordes enquanto atuava pela BYU:
Recordes de Austin Collie pela BYU Cougars football
| Categoria             | Números | Rank da BYU |
| --------------------- | ------- | ----------- |
| Recepções na carreira | 215     | 1°          |
| Jardas                | 3.255   | 1°          |
| Touchdowns recebidos  | 30      | 1°          |

Collie também foi um dos melhores wide receivers do College Football americano durante seu júnior season em 2008:
Recordes de Austin Collie na NCAA em 2008
| Categoria                                 | Números | Rank da NCAA em 2008                    |
| ----------------------------------------- | ------- | --------------------------------------- |
| Jardas por jogo                           | 118.31  | 1°                                      |
| Total de jardas recebidas                 | 1.538   | 1°                                      |
| Jogos consecutivos com mais de 100 jardas | 11      | 1° (Empatado com o WR Michael Crabtree) |
| Jardas por Recepção                       | 8.15    | 3°                                      |
| Recepcões                                 | 106     | 3°                                      |
| Touchdowns                                | 15      | 4°                                      |

## NFL

### Indianapolis Colts

#### Temporada de 2009
No dia 9 de janeiro de 2009, Austin Collie anunciou que ele não iria fazer seu último ano na faculdade para se inscrever no Draft da NFL daquele ano. Collie acabou sendo selecionado na quarta rodada do Draft de 2009 pelo Indianapolis Colts na escolha nº 127.
Collie impressionou o Head Coach Jim Caldwell durante a pré-temporada e foi nomeado terceiro Wide Receiver no começo da temporada de 2009, ultrapasando o segundoanista Pierre Garcon na posição de slot receiver. Na abertura da temporada de 2009 da NFL, o titular Anthony Gonzalez se machucou e Pierre Garcon acabou se dando melhor que Collie ganhando a posição de segundo WR. Collie era melhor no slot do que como wide out e Garcon era melhor como wide out do que no slot, então o treinador Caldwell manteve Collie como terceiro recebedor e Garcon ficou como wide receiver n° 2. Em seu primeiro ano na liga, Collie terminou com bons números fazendo dele um dos melhores rookies (calouros) da temporada de 2009 da NFL.
Em 7 de novembro, durante a temporada de 2010, Collie sofreu uma grava pancada em um jogo contra o Philadelphia Eagles, pelos jogadores Quintin Mikell e Kurt Coleman. Austin foi retirado do campo por uma maca. De acordo com o site da ESPN, Collie foi visto de pé e parecia bem ao olhar dos médicos.

#### Temporada de 2010
Collie começou de forma promissora seu segundo ano, fazendo várias recepções e TDs, se estabelencendo como um dos alvos favoritos de Peyton Manning, depois que Dallas Clark se contundiu. Contudo, em 7 de novembro de 2010, Collie sofreu uma forte pancada em um jogo contra o Philadelphia Eagles, quando ele foi prensado pelos jogadores Quintin Mikell e Kurt Coleman. Collie foi retirado do campo por uma maca. Collie sofreu uma concussão como resultado da colisão. Coleman recebeu um falta por unnecessary roughness (uso de força desnecessária) pelo choque com Collie, mas ele não foi multado, já que a NFL julgou o contato acidental. Em 19 de dezembro de 2010, Collie foi atingido na cabeça por Daryl Smith (Jacksonville Jaguars) e ficou inconsciente por alguns minutos. Esta foi a sua segunda concussão no ano e colocou um fim na temporada de 2010 dele. Em 22 de dezembro de 2010, Collie foi posto oficialmente no IR (reserva de machucados).

#### Temporada de 2011
Collie jogou todos os 16 jogos da temporada de 2011 da NFL, mas pegou apenas um touchdown e fez 54 recepções.

#### Temporada de 2012
Durante o terceiro jogo da temporada de 2012, contra o Jacksonville Jaguars, Collie sofreu uma ruptura no tendão patelar de seu joelho direito, fazendo com que ele não voltasse mais na temporada. Em fevereiro de 2013, Collie foi oficialmente dispensado do Colts após três temporadas com o time.

### San Francisco 49ers
Em 2 de agosto de 2013, ele assinou um contrato de um ano com o San Francisco 49ers, mas foi dispensado logo em seguida.

### New England Patriots
Em 3 de outubro de 2013, os Patriots contrataram Collie pelo restante do ano. Ele foi dispensado do time no final da temporada.

### Números
Austin Collie – estatísticas
| Temporadas | 2009 | 2010 | 2011 | 2012 | 2013 |
| ---------- | ---- | ---- | ---- | ---- | ---- |
| Recepções  | 60   | 58   | 54   | 1    | 6    |
| Jardas     | 676  | 649  | 514  | 6    | 63   |
| Touchdowns | 7    | 8    | 1    | 0    | 0    |

## Ligações Externas
- Colts.com bio

 Media relacionados com Austin Collie no Wikimedia Commons